# Джоломіґа
Джоломі́ґа (ін. назви — дводенці́вка, жоломі́га, джоломі́га, джоломи́га, близні́вка, двійни́ця, терці́вка, кара́бка, мо́нтелев, джурунькалка) — український духовий музичний інструмент, здвоєна денцівка зі своєю системою отворів, поширений на Гуцульщині. 

## Опис
Музичний інструмент виготовляється із бруска дерева прямокутної форми, уздовж якого просвердлюються дві паралельні трубочки-цівки. Перша цівка, на якій розташовані сім отворів, веде мелодію, друга — бурдон з чотирма отворами. Обидві денцівки налаштовані, як правило, у терцію. Під час гри на інструменті створюється враження дуету. 
Подвійна флейта — під цим терміном розуміють і двоголосні духові інструменти, і спосіб гри з використанням двох інструментів одним виконавцем. В античній Греції існував інструмент авлос, що складається саме із двох ігрових стовбурів (один стовбур виконував роль бурдона, інший ігрової трубки). Також використовували дві сопілки. Виконавець брав у кожну руку по інструменту й грав у два голоси. У країнах південної Європи (Болгарія, Північна Македонія) і в наші дні широко поширені інструменти з об'єднаним свистком, але роздільними цівками (двійка).